# PFL 2 (säsong 2019)
PFL 2, den andra MMA-galan i 2019 års säsong av Professional Fighters League gick av stapeln 23 maj 2019 på Nassau Coliseum i Uniondale, NY. Den innehöll matcher i viktklasserna fjädervikt och lättvikt.

## Invägning
Både Alexandre Bezerra och Alexandre de Almeida missade fjäderviktsgränsen. De två ströks från kortet och deras tilltänkta motståndare, Jeremy Kennedy och Luis Rafael Laurentino, mötte varandra på underkortet istället.
Ramsey Nijem skulle ha mött Ronys Torres på den här galan. Torres fick dock underkänt på fys-undersökningen innan matchen och matchen ströks. Nijem tilldelades 3 poäng i WO-vinst.

## Ligan efter evenemanget
Poängsystemet är baserat på vinstpoäng med avslutsbonusar. Tre poäng går till vinnaren och noll poäng till förloraren i det vanliga vinstpoängsystemet. Blir matchen oavgjord får båda atleterna en poäng vardera. Avslutsbonusarna är tre bonuspoäng för avslut i första ronden. Två poäng för avslut i andra ronden, och en poäng för avslut i tredje ronden. Exempelvis får en atlet som vinner i första ronden totalt sex poäng. Missar en atlet vikten förlorar denne och motståndaren vinner tre poäng via WO.

### Fjädervikt
| Atlet                    | Vinster | Oavgjorda | Förlorade | 1 | 2 | 3 | Total Poäng |
| ------------------------ | ------- | --------- | --------- | - | - | - | ----------- |
| ♛ Movlid Chaibulaev      | 1       | 0         | 0         | 1 | 0 | 0 | 6           |
| ♛ Luis Rafael Laurentino | 1       | 0         | 0         | 1 | 0 | 0 | 6           |
| ♛ Andre Harrison         | 1       | 0         | 0         | 0 | 0 | 0 | 3           |
| ♛ Lance Palmer           | 1       | 0         | 0         | 0 | 0 | 0 | 3           |
| ♛ Gadzji Rabadanov       | 1       | 0         | 0         | 0 | 0 | 0 | 3           |
| ♛ Steven Siler           | 0       | 0         | 1         | 0 | 0 | 0 | 0           |
| ♛ Alex Gilpin            | 0       | 0         | 1         | 0 | 0 | 0 | 0           |
| ♛ Peter Petties          | 0       | 0         | 1         | 0 | 0 | 0 | 0           |
| U Jeremy Kennedy         | 0       | 0         | 1         | 0 | 0 | 0 | 0           |
| U Damon Jackson          | 0       | 0         | 1         | 0 | 0 | 0 | 0           |
| U Alexandre Bezerra      | 0       | 0         | 0         | 0 | 0 | 0 | 0           |
| U Alexandre de Almeida   | 0       | 0         | 0         | 0 | 0 | 0 | 0           |

### Lättvikt
| Atlet              | Vinster | Oavgjorda | Förlorade | 1 | 2 | 3 | Total Poäng |
| ------------------ | ------- | --------- | --------- | - | - | - | ----------- |
| ♛ Achmed Aljev     | 1       | 0         | 0         | 1 | 0 | 0 | 6           |
| ♛ Natan Schulte    | 1       | 0         | 0         | 1 | 0 | 0 | 6           |
| ♛ Rasjid Magomedov | 1       | 0         | 0         | 0 | 0 | 0 | 3           |
| ♛ Chris Wade       | 1       | 0         | 0         | 0 | 0 | 0 | 3           |
| ♛ Islam Mamedov    | 1       | 0         | 0         | 0 | 0 | 0 | 3           |
| ♛ Ramsey Nijem     | 1       | 0         | 0         | 0 | 0 | 0 | 3           |
| ♛ Ylies Djiroun    | 0       | 0         | 1         | 0 | 0 | 0 | 0           |
| ♛ Nate Andrews     | 0       | 0         | 1         | 0 | 0 | 0 | 0           |
| U Loik Radzhabov   | 0       | 0         | 1         | 0 | 0 | 0 | 0           |
| U Yincang Bao      | 0       | 0         | 1         | 0 | 0 | 0 | 0           |
| U Carlos Silva     | 0       | 0         | 0         | 0 | 0 | 0 | 0           |
| U Ronys Torres     | 0       | 0         | 1         | 0 | 0 | 0 | 0           |

♛ = Gick vidare ---
U = Utslagen